# Thomas Ranft (Moderator)

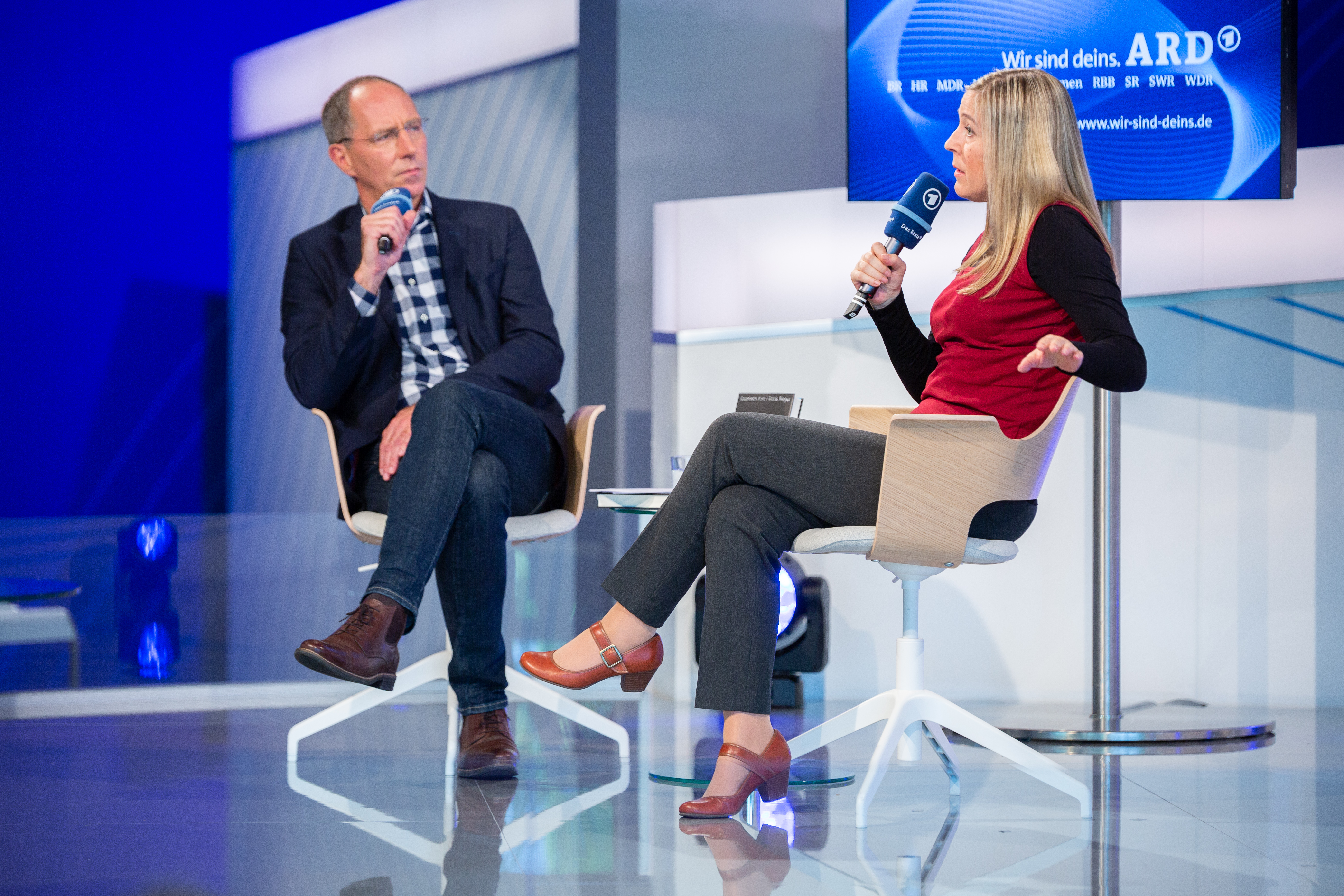
Thomas Ranft im Gespräch mit Constanze Kurz auf der Frankfurter Buchmesse 2018

Thomas Ranft (* 14. August 1966 in Recklinghausen) ist ein deutscher Fernsehmoderator.

## Leben
Nach zehn Jahren Privatradio-Moderation bei Lokalsendern im süddeutschen Raum wechselte er 1997 zum Hessischen Rundfunk, wo er seitdem als Moderator und Redakteur der Wetterredaktion für zahlreiche Sendungen im Ersten, bei Tagesschau24, im SWR Fernsehen und im HR-Fernsehen auftritt. Seit Januar 2001 moderiert er die werktägliche 15-minütige Sendung alle wetter! im Vorabendprogramm des HR-Fernsehens, für die er 2008 mit dem Medienpreis Meteorologie für die beste Wettersendung im deutschsprachigen TV ausgezeichnet wurde. Von 2006 bis 2025 moderierte er das wöchentliche Wissensmagazin Alles Wissen im HR-Fernsehen. Seitdem gehört er zum Moderatorenteam von Quarks. Ebenfalls seit 2006 ist er als Wettermann für Teams und Veranstalter bei Tourenwagenrennen tätig. In der DTM-Saison 2009 verstärkt er das ARD-Team als Wettermann und Reporter für Technikwissen. Neben seiner TV-Tätigkeit ist er auf Veranstaltungen präsent, z. B. für den Hessischen Rundfunk beim Hessentag.
Thomas Ranft lebt heute in der hessischen Wetterau.

## Stationen als Moderator
- 1987: Moderator bei Radio 10, Ingolstadt
- 1987 bis 1991: Moderator bei Hitradio RT1, Augsburg
- 1987 bis 1991: Moderator bei Radio Donau 1, Neu-Ulm
- 1989 bis 1997: Moderator bei Stadtradio, Stuttgart
- 1994 bis 1997: Konzeptioner von On-Air- und Off-Air-Promotion für Stadtradio
- Seit 1997: Moderator des Hessischen Rundfunks
- 1997 bis 2000: Wettermoderator für die Landesmagazine des SWR Fernsehen
- Seit 1997: Wettermoderator der ARD, ARD-Wetterschau (Sendung 2022 eingestellt)[1], ARD-Mittagsmagazin, Nachtmagazin (Sendung 2022 eingestellt) und Tagesschau24
- Seit 2001: Moderator von „alle wetter!“, HR-Fernsehen
- 2006 bis 2025: Alles Wissen, HR-Fernsehen
- 2006 und 2007: Moderator „Grand Prix der strammen Waden“
- 2007: Wetterprognosen für die DTM
- 2008: Wetterprognosen u. a. für das 24h-Rennen am Nürburgring
- 2008: Moderation „Stuttgarter Klimagespräch“
- 2008: Moderation der Eröffnungsveranstaltung „Biodiversitätsregion Frankfurt Rhein Main“
- 2008: Moderation „HR-Kulturtag“
- 2008: Initiator der Dunlop-Studie: Winter in Deutschland
- Seit 2010: Moderator beim Science-Slam des Physikalischen Vereins
- 2018 bis 2023: Wettermoderator bei Live nach neun
- Seit 2022: Wetter vor acht und Moderator für Regionalprogramme der dritten Programme
- Seit 2023: KlimaZeit
- Seit 2025: Quarks

## Auszeichnungen
- Klimabotschafter des BUND
- Botschafter der Stiftung Bärenherz
- Medienpreis „Beste Wettersendung im deutschsprachigen TV 2008“